# Jan Paweł Jerzmanowski
Jan Paweł Jerzmanowski herbu Dołęga (ur. 25 czerwca 1779 w Mniewie, w parafii w Umieniu w Wielkopolsce, zm. 15 kwietnia 1862 w Paryżu) – polski wojskowy, generał, baron w Królestwie Kongresowym w 1820 roku.

## Życiorys
Pochodził z ubogiej szlachty. Był synem Franciszka Jerzmanowskiego z Jerzmanowa herbu Dołęga i Franciszki Dobrskiej. Szwoleżer gwardii – w 1807 r. w stopniu kapitana, w 1811 awansowany na szefa szwadronu, w 1815 r. pułkownik, w 1831 – generał. Przebywał z Napoleonem na Elbie, walczył z nim do końca pod Waterloo.
W 1810 r. otrzymał Krzyż Virtuti Militari i tytuł Kawalera Cesarstwa. W 1813 tytuł Barona Cesarstwa.
12 kwietnia 1815 roku ożenił się w Tours z Marią Anną Józefą Desormaux.
Do roku 1819 w Armii Królestwa Polskiego. Razem ze swoją francuską małżonką wyjechał do Francji. W 1831 r. w czasie powstania listopadowego działał w Paryżu w Komitecie Polskim. Dowodził nieudaną wyprawą morską mającą dostarczyć broń na Litwę.
Pochowany na cmentarzu Montmartre w Paryżu niedaleko Juliusza Słowackiego.

Galeria
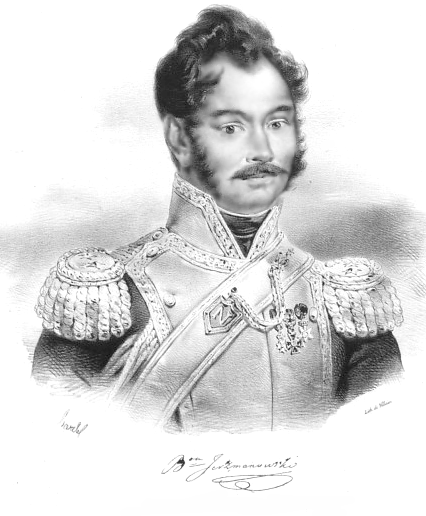
Jerzmanowski w mundurze oficera wyższego pułku lekkokonnego polskiego gwardii cesarza Napoleona I. Ubrany w kurtkę mundurową, z dystynkcjami generała brygady i widocznymi na lewej piersi Legią Honorową, krzyżem złotym Virtuti Militari oraz Orderem Zjednoczenia (l'Ordre de la Reunion), którym odznaczony został w 1813 roku.
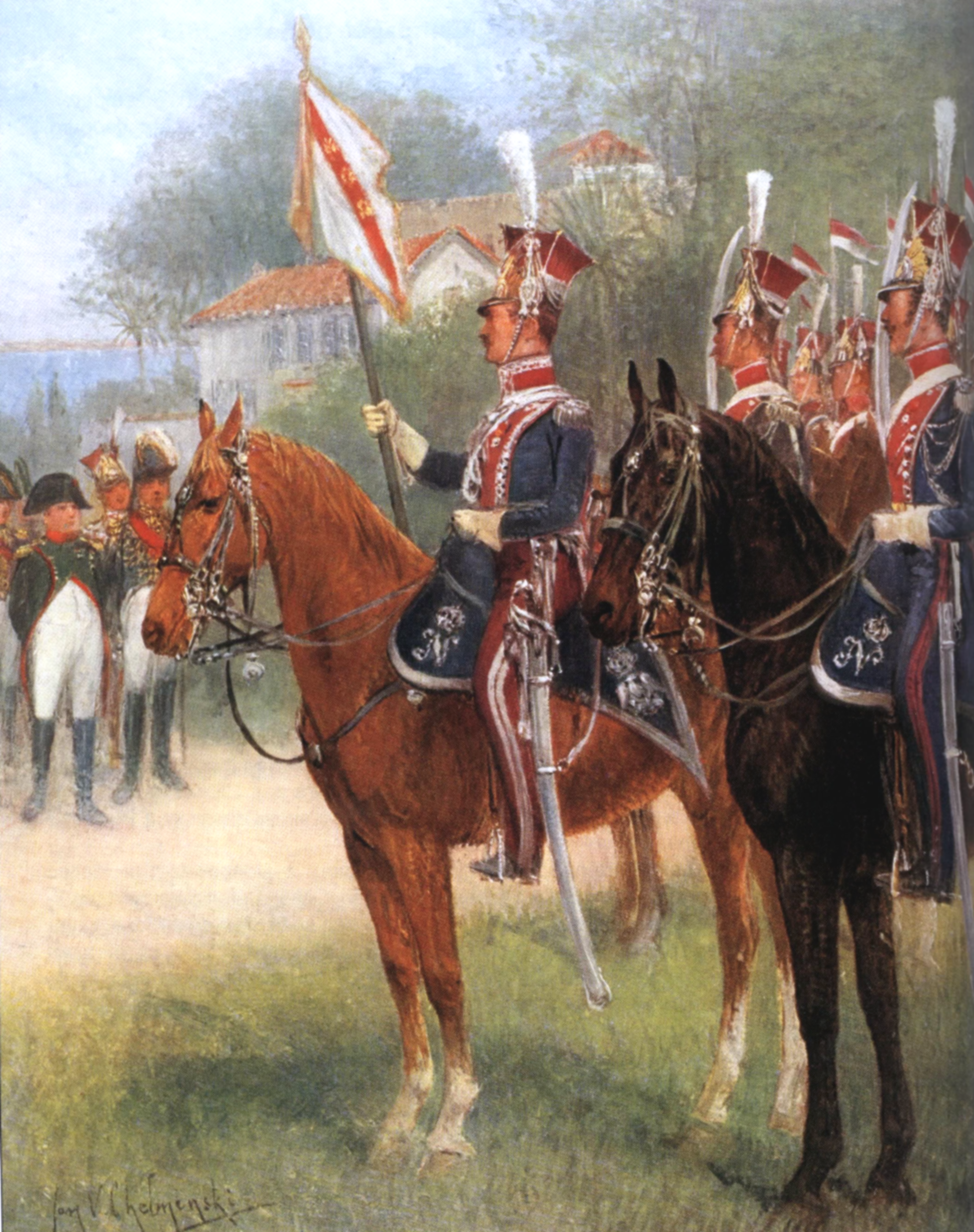
Szwadron Elby